# Keith Gardner
Keith Alvin Saint Hope Gardner (ur. 6 września 1929 w Kingston, zm. 25 maja 2012 w Livingston) – jamajski lekkoatleta, płotkarz i sprinter, brązowy medalista olimpijski z Rzymu w barwach Federacji Indii Zachodnich.
Pierwsze sukcesy międzynarodowe odniósł na igrzyskach Ameryki Środkowej i Karaibów w 1954 w Meksyku, gdzie startował jako reprezentant Jamajki. Zwyciężył na nich w sztafecie 4 × 100 metrów i sztafecie 4 × 400 metrów, zdobył srebrny medal w biegu na 110 metrów przez płotki i brązowy medal w skoku w dal. Zwyciężył w biegu na 120 jardów przez płotki, a także zajął 6. miejsca w sztafetach 4 × 110 jardów i 4 × 440 jardów oraz 9. miejsce w skoku w dal na igrzyskach Imperium Brytyjskiego i Wspólnoty Brytyjskiej w 1954 w Vancouver. Zdobył srebrne medale w biegu na 110 metrów przez płotki (za Jackiem Davisem ze Stanów Zjednoczonych) i w sztafecie 4 × 400 metrów, a także zajął 4. miejsce w biegu na 100 metrów na igrzyskach panamerykańskich w 1955 w mieście Meksyk. Na igrzyskach olimpijskich w 1956 w Melbourne startował z kontuzją. Odpadł w eliminacjach biegów na 100 metrów i na 110 metrów przez płotki, a sztafeta 4 × 400 metrów z jego udziałem została zdyskwalifikowana w finale.
Zwyciężył w biegach na 100 jardów i na 120 jardów przez płotki, zdobył srebrny medal w biegu na 220 jardów (za Tomem Robinsonem z Bahamów) i brązowy medal w sztafecie 4 × 440 jardów na  igrzyskach Imperium Brytyjskiego i Wspólnoty Brytyjskiej w 1958 w Cardiff.
Na igrzyskach olimpijskich w 1960 w Rzymie startował w reprezentacji Federacji Indii Zachodnich. Zdobył brązowy medal  w sztafecie 4 × 400 metrów (która biegła w składzie: Malcolm Spence, James Wedderburn, Gardner i George Kerr) oraz zajął 5. miejsce w finale biegu na 110 metrów przez płotki.
Gardner był czterokrotnym rekordzistą Jamajki w biegu na 110 metrów przez płotki do czasu 13,8 s, uzyskanego 28 sierpnia 1958 w Göteborgu i jednokrotnym w sztafecie 4 × 100 metrów z wynikiem 40,9 s, osiągniętym 12 marca 1954 w Meksyku. Trzykrotnie wyrównywał rekord Jamajki w biegu na 100 metrów z czasem 10,3 s (pierwszy raz 26 czerwca 1958 w Tranås.
Po zakończeniu kariery był m.in. przewodniczącym Olympics Association of Jamaica